# Judith Gough
Judith Mary Gough, född 8 november 1972, är en brittisk diplomat och är sedan 2019 Storbritanniens ambassadör i Sverige. Mellan 2015 och 2019 var hon ambassadör i Ukraina, och har tidigare varit landets ambassadör i Georgien.
Gough studerade vid University of Nottingham och tog kandidatexamen i tyska och ryska samt senare vid King's College London och blev master i War in the modern world. Hon arbetade sedan som konsult på EY. Sedan dess har hon arbetat på det brittiska utrikesdepartementet, Foreign and Commonwealth Office, och på diverse ambassader, innan hon själv blev ambassadör 2010.
Den 8 juni 2023 presenterades hon som sommarvärd för Sveriges Radio.